# Diane Schoemperlen
Diane Schoemperlen (ur. 9 lipca 1954 w Thunder Bay) – kanadyjska pisarka.
W 1976 ukończyła studia na Lakehead University. W 1998 książka jej autorstwa Forms of Devotion otrzymała nagrodę Governor General's Award w kategorii fikcja literacka anglojęzyczna. Pisarka ma również w swoim dorobku nagrodę Marian Engel Award z 2007. 
Mieszka w mieście Kingston w prowincji Ontario.

## Dzieła
- Double Exposures, 1984
- Frogs & Other Stories, 1986
- Hockey Night in Canada, 1987
- The Man of My Dreams, 1990
- Hockey Night in Canada & Other Stories, 1991
- In the Language of Love: A Novel in 100 Chapters, 1994
- Forms of Devotion, 1998
- Our Lady of the Lost and Found, 2001
- Red Plaid Shirt, 2002
- Names of the Dead : An Elegy for the Victims of September 11, 2004
- At a Loss for Words, 2008